# Rodrigo Alves Taxa
Rodrigo Santos Alves Taxa (Coruche, 5 de janeiro de 1989) é um jurista, escritor e político português. Atualmente, desempenha as funções de deputado à Assembleia da República, eleito pelo círculo eleitoral de Braga.
É licenciado e mestre em Direito, com frequência em Doutoramento na mesma área, que interrompeu aquando da sua entrada na vida política activa.
Na XIV e XV legislatura, foi assessor jurídico do grupo parlamentar do CHEGA.
É católico praticante, assume-se como conservador de direita, patriota defensor da História Nacional e do Mundo Rural em toda a sua plenitude, estejam em causa atividades, costumes ou tradições. É reconhecido admirador de Margaret Thatcher e grande parte das políticas que implementou, admiração que se estende a Ronald Reagan e ao Papa São João Paulo II pelo papel geopolítico que juntos desempenharam no combate ao comunismo enquanto ameaça à liberdade individual e ao livre mercado. Vários têm sido os momentos em que Alves Taxa tem deixado bem claro o seu antagonismo a esta ideologia, que considerou ser “uma das poucas sombras de um passado que ninguém deseja”.
É um dos deputados do CHEGA assumidamente aficionados à festa brava, deixando, contudo, claro que o tema não tem de ser uma “guerra” e que tanto os que são favoráveis a esta expressão cultural como os que não são, se devem mutuamente respeitar.
Neste âmbito, defendeu junto da Ministra da Cultura Dalila Rodrigues, a equiparação do IVA dos ingressos para assistir a este espectáculo, aos ingressos das demais expressões culturais, tendo a então Ministra respondido que “Se (tauromaquia) é uma atividade cultural, há que ter a redução de IVA”.
Tendo desde muito cedo despertado para a Cidadania, de 2017 a 2022 foi graciosamente cronista semanal do “Jornal I”, onde todas as sextas-feiras assinou artigos de natureza jurídica, política e social, contribuindo para o debate das matérias que pontificavam como as mais prementes do momento.
É autor de várias obras literárias, entre publicações a solo e em coautoria, bem como de largas centenas de artigos de opinião também eles publicados.

## Atividade política no CHEGA
Após as eleições legislativas de 2019, Rodrigo Alves Taxa entra para a Assembleia da República como assessor jurídico do Gabinete parlamentar do Partido CHEGA, funções que desempenhou nas XIV e XV legislaturas.
Como assessor jurídico prestou serviço no apoio aos deputados em várias comissões parlamentares, das quais se destacam a Comissão de Assuntos Constitucionais, Direitos, Liberdades e Garantias, Comissão de Agricultura e Pescas, Comissão de Transparência e Estatuto dos Deputados e a célebre Comissão de Inquérito à Tutela Política da Gestão da TAP.
Na 3ª Convenção Nacional do Partido CHEGA, em Coimbra, apresentou lista ao Conselho de Jurisdição Nacional do Partido. Foi eleito presidente do referido órgão nacional com 54% da votação, tendo a sua lista alcançado mais votos que as dos outros dois concorrentes, juntos.
Na 4.ª Convenção Nacional do Partido CHEGA, em Viseu, recandidatou-se ao cargo e voltou a vencer as eleições então disputadas, também com um expressivo e reforçado resultado de 85.65% dos votos.
Nas eleições legislativas de 2022 concorreu pela primeira vez a Deputado da Nação, integrando a lista do Partido CHEGA pelo círculo eleitoral de Braga.
Não tendo sido eleito, manteve-se como assessor jurídico do Gabinete parlamentar, ainda que nessa mesma legislatura tenha vindo a exercer o cargo de Deputado da Nação, por um dia, em substituição do cabeça de lista.
Nas eleições legislativas de 10 de março de 2024, repetiu a anterior candidatura a Deputado à Assembleia da República pelo mesmo círculo eleitoral, vindo desta feita a ser eleito pela primeira vez, circunstância que se repetiu nas eleições legislativas de 18 de maio de 2025.

## Deputado à Assembleia da República
A 10 de março de 2024, Rodrigo Alves Taxa foi pela primeira vez eleito deputado à Assembleia da República pelo Partido CHEGA, eleição que repetiu a 18 de maio de 2025.
Das suas várias intervenções em plenário, destacam-se as proferidas nas apresentações dos programas de Governo dos XXIV e XXV Governos Constitucionais, focando-se nas questões relacionadas com a Justiça e dado enfoque ao momento que a mesma atravessa, os problemas, carências e lacunas com que se depara e a necessidade de se proceder a reformas concretas que as possam solucionar.
Concretamente, em 2024, alertou que “Para mais do mesmo não contem connosco. O CHEGA quer construir e reformar”, e que “falta rasgo, profundidade e arrojo ao Governo da AD.". Já em 2025, no mesmo esteio, e dado o imobilismo governativo que nesta matéria se tornou notório, Alves Taxa reforçou que “Para a reforma da Justiça, o Governo apresenta muita parra e pouca uva: palavras bonitas, mas meramente circunstanciais e pretensões à la Palice”, disse.
Em janeiro de 2025 confrontou com  o Bloco de Esquerda pelas que então considerou serem as constantes incoerências entre o que esse Partido de extrema-esquerda dizia e fazia, em concreto e para o efeito, no que disse respeito a questões de natureza laboral, pelo despedimento de cinco trabalhadoras que tinham sido mães há pouco tempo. Nessa ocasião, vincou: “O Bloco de Esquerda preocupado com as profissões, o Bloco de Esquerda preocupado com as condições de trabalho das pessoas, mas Sr. Deputado, talvez em vez de se preocupar já com as profissões e condições de trabalho do futuro, se devesse preocupar com o trabalho e condições de trabalho das pessoas que hoje, passo o pleonasmo, também trabalham. Tive aliás, Sr. Deputado, a oportunidade de apontar algumas frases que disse, e há uma que gostei particularmente. Falava das trabalhadoras e disse o Sr. Deputado que as trabalhadoras não são filhas de um Deus menor. Tem razão Sr. Deputado, não são. Mas deixe-me perguntar: e os filhos das grávidas que os senhores despediram, eram filhos de quem, Sr. Deputado? Onde é que está a coerência do Bloco de Esquerda, Sr. Deputado? O Bloco de Esquerda é o Partido moralista que tudo diz e nada faz”.
Nunca esquecendo a sua Terra natal e tendo o Partido CHEGA deliberado que os deputados do seu grupo parlamentar doariam os seus 5% de aumento salarial a instituições de comprovada idoneidade e serviço à sociedade, Rodrigo Alves Taxa decidiu atribuir o montante que lhe diz respeito à Cáritas Paroquial de Coruche, entidade de reconhecido mérito no auxílio à Comunidade da Capital do Sorraia, em várias valências.

## Comissões parlamentares

### XVII Legislatura
- Membro da Comissão de Transparência e Estatuto dos Deputados - (Coordenador do Grupo Parlamentar);
- Membro da Comissão de Assuntos Europeus - (Efectivo);
- Membro da Comissão de Defesa Nacional - (Suplente)

### XVI Legislatura
- Membro da Comissão de Transparência e Estatuto dos Deputados - (Coordenador do Grupo Parlamentar)

- Membro da Comissão Parlamentar de Assuntos Constitucionais, Direitos, Liberdades e Garantias - (Efectivo)

- Membro da Comissão de Orçamento, Finanças e Administração Pública - (Suplente);

- Membro da Comissão de Assuntos Europeus - (Efectivo)

- Membro da Comissão de Cultura, Comunicação, Juventude e Desporto - (Efectivo);

- Membro da Comissão Eventual para avaliar o Sistema de Proteção Civil e a Prevenção e Combate aos incêndios de 2024 - (Efectivo);
- Membro da Subcomissão para a Reinserção Social e Assuntos Prisionais - (Efectivo);
- Membro do Grupo de Trabalho de Escrutínio de Iniciativas Europeias - (Efectivo);

## Resultados eleitorais

### Eleições legislativas
| Data | Partido | Partido | Círculo eleitoral | Posição | CI.     | Votos          | %             | +/-    | Status     | Notas |
| ---- | ------- | ------- | ----------------- | ------- | ------- | -------------- | ------------- | ------ | ---------- | ----- |
| 2022 |         | CHEGA   | Braga             | 2.º     | 3.º     | 28 746         | 5,81 / 100,00 | 5,13   | Não eleito |       |
| 2024 | 3.º     | CHEGA   | Braga             | 2.º     | 93 826  | 16,86 / 100,00 | 11,05         | Eleito |            |       |
| 2025 | 3.º     | CHEGA   | Braga             | 2.º     | 119 917 | 21,99 / 100,00 | 5,13          | Eleito |            |       |